# Edredo de Inglaterra
Edredo ou Eadredo (923 - 23 de Novembro de 955) foi Rei da Inglaterra de 946 até sua morte sucedendo ao seu irmão Edmundo I. Era um dos filhos de Eduardo, o Velho.
Edredo sucedeu ao irmão depois do assassinato deste, visto que os sobrinhos eram apenas crianças na altura. Nunca casou e foi sucedido por um deles, Eduíno.
A 16 de agosto de 946, Edredo foi consagrado pelo arcebispo Oda de Canterbury em Kingston upon Thames (Surrey, atual Greater London), onde ele parece ter recebido a submissão dos governantes galeses e dos condes do norte.
A cronica anglo-saxónica para o ano de 946 registra que Edredo "reduziu todas as terras da Nortúmbria a seu controle; e os escoceses concederam-lhe juramentos de que fariam tudo o que quisesse" . No entanto, Edredo logo enfrentou uma série de desafios políticos à hegemonia saxão-ocidental no norte.
Óláf Sihtricson, também conhecido como Amlaíb Cuarán ('Sandal'), foi rei da Nortúmbria no início dos anos 940, quando se tornou afilhado de Edmundo e rei-cliente, mas depois foi expulso. Ele então sucedeu a seu primo como rei de Dublin, mas depois de uma pesada derrota na batalha em 947, ele foi mais uma vez forçado a tentar a sua sorte noutro lugar. Pouco tempo depois, Olaf estava de volta aos negócios, tendo recuperado o reino de York. O que Edredo pensou sobre o assunto ou quanta simpatia ele nutria pelo afilhado de seu irmão só pode ser adivinhado, mas parece que ele pelo menos tolerou a presença de Olaf. De qualquer forma, Olaf foi expulso da realeza pela segunda vez pelos nortumbrianos, desta vez em favor de Eric, filho de Harald.
Perto do fim da sua vida, Edredo sofria de uma doença digestiva que seria fatal. Edredo morreu aos 32 anos a 23 de novembro (Dia de São Clemente), 955, em Frome (Somerset), e foi enterrado em Old Minister em Winchester.  Ele morreu solteiro e foi sucedido pelo filho de Edmund, Eadwig.